# 中国驻巴巴多斯大使列表
本列表为中華民國和中華人民共和國驻巴巴多斯历任大使名录。

## 历任中国驻巴巴多斯大使

### 中华民国驻巴巴多斯大使（1968年－1977年）
1966年巴巴多斯独立后，于1967年9月4日与中华民国建交。1977年1月11日，两国断交。
| 姓名   | 任命          | 到任          | 递交国书      | 免职          | 离任          | 外交衔级 | 外交职务     | 备注       | 备注 |
| ------ | ------------- | ------------- | ------------- | ------------- | ------------- | -------- | ------------ | ---------- | ---- |
| 孙碧奇 | 1968年1月26日 | 1968年2月29日 | 1968年3月1日  | 1968年7月30日 |               | 大使     | 特命全权大使 | 驻牙买加兼 |      |
| 姚守中 | 1968年7月31日 | 1968年8月7日  | 1968年8月12日 | 1977年1月11日 | 1977年3月27日 | 大使     | 特命全权大使 |            |      |

### 中华人民共和国驻巴巴多斯大使（1978年至今）
1977年5月30日，中华人民共和国与巴巴多斯建交。
| 姓名   | 任命           | 任命           | 到任           | 递交国书       | 免职           | 免职           | 离任          | 外交衔级 | 外交职务     | 备注                                   |
| 姓名   | 全国人大常委会 | 主席           | 到任           | 递交国书       | 全国人大常委会 | 主席           | 离任          | 外交衔级 | 外交职务     | 备注                                   |
| ------ | -------------- | -------------- | -------------- | -------------- | -------------- | -------------- | ------------- | -------- | ------------ | -------------------------------------- |
| 杨达群 | 不適用         | 不適用         | 1978年3月      |                | 不適用         | 不適用         | 1979年5月     |          | 临时代办     | 筹备开馆                               |
| 汪滔   | 1979年2月23日  | 不適用         | 1979年5月      | 1979年5月31日  | 1984年7月7日   | 1984年12月14日 | 1984年4月     | 大使     | 特命全权大使 | 兼驻安提瓜和巴布达                     |
| 李颉   | 1984年7月7日   | 1984年12月14日 | 1984年9月      | 1984年9月11日  | 1986年3月19日  | 1986年8月1日   | 1986年5月     | 大使     | 特命全权大使 | 兼驻安提瓜和巴布达                     |
| 顾志方 | 1986年3月19日  | 1986年8月1日   | 1986年9月      | 1986年9月11日  | 不適用         | 不適用         | 1987年5月7日  | 大使     | 特命全权大使 | 兼驻安提瓜和巴布达、格林纳达，任内去世 |
| 陆宗卿 | 1987年6月23日  | 1987年9月9日   | 1987年9月      | 1987年9月23日  | 1989年7月6日   | 1990年9月5日   | 1990年4月30日 | 大使     | 特命全权大使 | 兼驻安提瓜和巴布达、格林纳达           |
| 周文重 | 1990年6月28日  | 1990年9月5日   | 1990年9月      | 1990年9月25日  | 1992年9月4日   | 1992年10月30日 | 1992年10月    | 大使     | 特命全权大使 | 兼驻安提瓜和巴布达                     |
| 江承宗 | 1992年9月4日   | 1992年10月30日 | 1992年11月     | 1992年11月17日 | 1996年7月5日   | 1997年2月1日   | 1996年12月    | 大使     | 特命全权大使 | 兼驻安提瓜和巴布达                     |
| 詹道德 | 1996年7月5日   | 1997年2月1日   | 1996年12月     | 1997年1月15日  | 1998年8月29日  | 1999年3月12日  | 1999年1月     | 大使     | 特命全权大使 | 兼驻安提瓜和巴布达                     |
| 杨友勇 | 1998年8月29日  | 1999年3月12日  | 1999年2月      | 1999年3月2日   | 2001年4月28日  | 2001年11月28日 | 2001年10月    | 大使     | 特命全权大使 |                                        |
| 杨智宽 | 2001年4月28日  | 2001年11月28日 | 2001年11月2日  | 2001年11月15日 | 2004年12月29日 | 2005年8月6日   | 2005年3月     | 大使     | 特命全权大使 |                                        |
| 刘焕兴 | 2004年12月29日 | 2005年8月6日   | 2005年6月8日   | 2005年6月21日  | 2008年8月29日  | 2009年6月1日   | 2009年3月     | 大使     | 特命全权大使 |                                        |
| 魏强   | 2008年8月29日  | 2009年6月1日   | 2009年5月      | 2009年6月9日   | 2011年10月29日 | 2012年5月16日  | 2012年2月     | 大使     | 特命全权大使 |                                        |
| 徐宏   | 2011年10月29日 | 2012年5月16日  | 2012年4月10日  | 2012年5月10日  | 2013年8月30日  | 2014年1月16日  | 2013年11月9日 | 大使     | 特命全权大使 |                                        |
| 王克   | 2013年8月30日  | 2014年1月16日  | 2013年12月29日 | 2014年1月8日   | 2017年4月27日  | 2018年1月29日  | 2017年9月     | 大使     | 特命全权大使 |                                        |
| 延秀生 | 2017年9月1日   | 2018年1月29日  | 2018年1月18日  | 2018年2月5日   |                | 2025年8月15日  | 2024年10月    | 大使     | 特命全权大使 |                                        |
| 郑冰开 |                | 2025年8月15日  | 2025年8月6日   |                | 现任           |                |               | 大使     | 特命全权大使 |                                        |